# Chiloé Silvestre
Centro de Conservación de la Biodiversidad Chiloé Silvestre, al cual se le conoce comúnmente solo como Chiloé Silvestre, es una Organización No Gubernamental (ONG) dedicada a la conservación de la biodiversidad en el Archipiélago de Chiloé. Se establece en 2009 bajo el amparo de la Municipalidad de Ancud. Su propósito fundamental es contribuir a mejorar y asegurar la conservación de las especies de fauna silvestre y sus hábitats naturales en la zona. El centro se sitúa geográficamente en la Península de Lacuy, sector Nal Bajo, en la comuna de Ancud, específicamente dentro de la Reserva Marina Pullinque, gracias a un convenio con SERNAPESCA. 
La organización lleva a cabo su misión a través de un conjunto de actividades principales. La primera es la rehabilitación de fauna silvestre que requiere asistencia para recuperarse, a menudo de lesiones derivadas de la actividad humana. La segunda es el enfoque en la educación ambiental, con oportunidades para aprender sobre la fauna silvestre de Chiloé y los desafíos de su conservación. La tercera es la investigación, con contribuciones al conocimiento de especies con problemas de conservación, como el zorro chilote o el pudú. El sustento de gran parte de su labor proviene del apoyo de cientos de voluntarios provenientes de Chile y de diversas partes del mundo.
Chiloé Silvestre desempeña un rol significativo como actor clave en diversas iniciativas de conservación en la región. Ha ofrecido un soporte importante para el desarrollo de planes como la propuesta del Plan de Recuperación, Conservación y Gestión (RECOGE) del zorro chilote o de Darwin, contribuyendo en la elaboración de contenidos y capítulos. La organización y su personal están involucrados en la generación de conocimiento científico sobre la fauna amenazada y en la implementación de acciones dentro de los planes de conservación, como el monitoreo, la investigación y el control de especies exóticas invasoras. Además, participa en la difusión y sensibilización de la comunidad y las instituciones sobre la importancia de proteger los humedales y la fauna migratoria, promoviendo buenas prácticas y redes de colaboración.

## Historia
La historia de la ONG Chiloé Silvestre se remonta al 2009 con la creación de una organización con tres objetivos específicos. Su primer objetivo es educar en relación con la fauna silvestre y nativa de Chile, y sus problemas de conservación. Su segundo objetivo es rehabilitar animales dañados como una manera de mitigar el impacto antropogénico; y su tercer objetivo es investigar la fauna silvestre para tomar medidas de conservación. Chiloé Silvestre fue fundada por el médico veterinario, MSc y Dr. Javier Cabello Stom, actual Consejero Regional de la Región de Los Lagos en el sector de Chiloé y ganador de Nuevos Héroes 2023. Es así como el Dr. Cabello adopta el apodo de doctor pudú, en referencia a la especie más emblemática del centro de conservación.
Desde 2013, la organización trabaja en un amplio terreno rural en los sectores de Pullinque, sector Nal Bajo, Península de Lacuy, Ancud, Chiloé, donde también se encuentra la Reserva Marina Pullinque, que protege la ostra chilena, propiedad del Servicio Nacional de Pesca y Acuicultura (SERNAPESCA),con quienes Chiloé Silvestre tiene un convenio, que les permite trabajar en el área y ayudar a la hora de la recuperación de especies hidrobiológicas. En el año 2017, la ONG consiguió el permiso del Servicio Agrícola y Ganadero (SAG) para poder ayudar en la rehabilitación de fauna silvestre y dar un hogar en sus recintos a las especies que no puedan volver a su hábitat. En 2021, consiguen nuevamente un permiso del SAG, esta vez para ser un centro de exhibición de la fauna silvestre, logrando crear un espacio educativo en la reserva Marina Pullinque para que las personas se instruyan sobre la fauna silvestre de Chiloé.

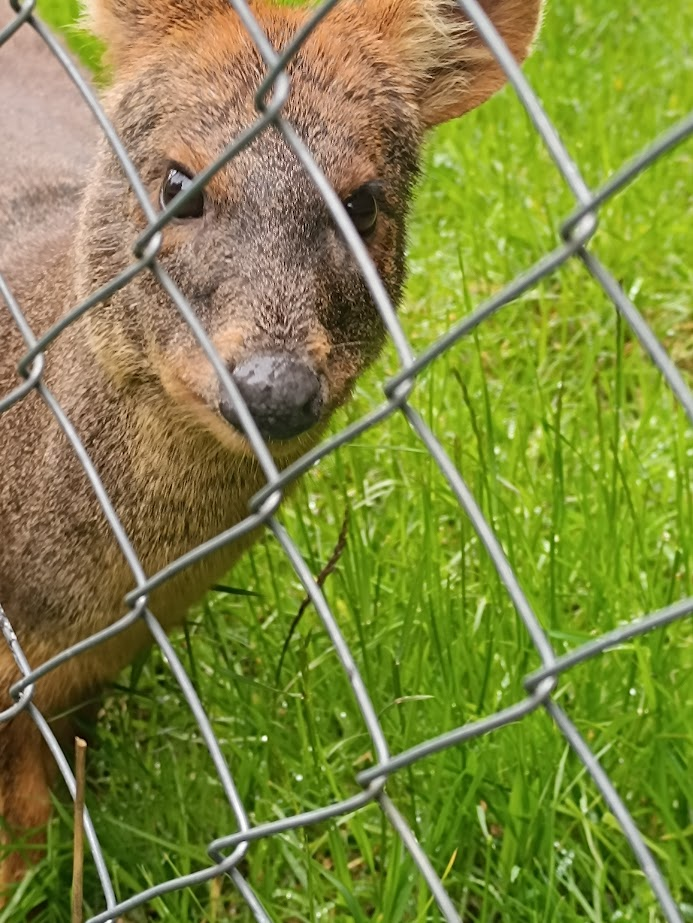
Pudini, paciente icónica de Chiloé Silvestre.

La ONG recibe distintas especies de fauna chilena para ser rehabilitadas en sus instalaciones, especies de aves como pingüinos de Magallanes, pingüinos de Humboldt, lechuzas, chunchos, entre otras especies. En cuanto a mamíferos, reciben lobos marinos sudamericanos, pudúes, zorros chilotes, monitos del monte y güiñas. Una paciente destacada del centro es Pudini, una pudú residente de Chiloé silvestre que llegó a la institución como una cría, luego de que su madre fuera asesinada por unos perros en febrero del 2017. Pudini fue de las primeras pacientes y residentes permanentes de la organización, luego de ser evaluada como no apta para volver a la vida silvestre. El 27 de abril de 2024, un perro irrumpió en Chiloé Silvestre y acabó con la vida de Pudini y otro pudú del recinto llamado Pullü. Debido a este suceso, surgieron dos iniciativas importantes impulsadas por la ONG. La primera fue la campaña legislativa iniciada en mayo del mismo año, que busca resguardar a la fauna nativa de manera efectiva, bautizada como “Ley Pudini” haciendo clara referencia al hecho ocurrido apenas unas semanas antes. La segunda acontece a principios de 2025: Chiloé Silvestre, inspirados en Pudini y su historia, organiza un evento llamado “Pudú Fest”, apoyado por la Municipalidad de Ancud, realizado el 14 de febrero en la Plaza de Armas de la localidad, abierto a la comunidad para participar, con el objetivo de concientizar sobre la protección a la fauna silvestre y visibilizar las problemáticas ambientales a través de distintas actividades.
El 21 de febrero del año 2025, las instalaciones de Chiloé silvestre fueron afectadas por un incendio que causó muchas pérdidas. El fuego arrasó con la sala de alimentos del recinto, equipos de suministro y dos recintos de animales, lo que provocó la muerte de un lobo marino que se rehabilitaba en la organización. La ONG ante esta situación realizó una campaña de ayuda en sus redes sociales para conseguir recursos y fondos para afrontar los daños ocurridos por el incendio. Los recursos que recibieron incluyeron donaciones voluntarias de personas y un aporte de la municipalidad de Ancud a cargo del alcalde de la comuna Andrés Ojeda. 

## Conservación
Las actividades de conservación de Chiloé Silvestre se estructuran en tres pilares fundamentales: rehabilitación, educación e investigación. La rehabilitación se centra en animales que necesitan ayuda para recuperarse de distintas lesiones, causadas fundamentalmente por la acción del ser humano. Un ejemplo destacado es la rehabilitación de pudúes, de los cuales también se recolectan muestras para estudios sanitarios. La labor de rehabilitación se conecta directamente con la investigación, lo que permite un valioso aporte al conocimiento y la conservación de especies amenazadas. Por ejemplo, en pudúes rescatados y atendidos, incluido uno de Chiloé Silvestre, se detectaron patógenos como un nuevo ecotipo de Anaplasma phagocytophilum (ecotipo V), así como ADN de Bartonella spp., hemoplasmas y Coxiella burnetii. Es notable que se reportó por primera vez la presencia de Bartonella henselae en una especie de ungulado silvestre. Además, se descubrieron dos tipos de gammaherpesvirus en pudúes, el primero fue el pudu gammaherpesvirus-1, un nuevo tipo del virus, que fue detectado en un pudú rescatado en la Isla de Chiloé, y el segundo el ovine gammaherpesvirus-2 (OvHV-2) que fue identificado en un pudú con signos clínicos de fiebre catarral maligna (FCM), lo que representa un riesgo para la especie. Chiloé Silvestre colabora en estas investigaciones con diversas instituciones, como el Bioparque Buin Zoo y la Universidad San Sebastián.

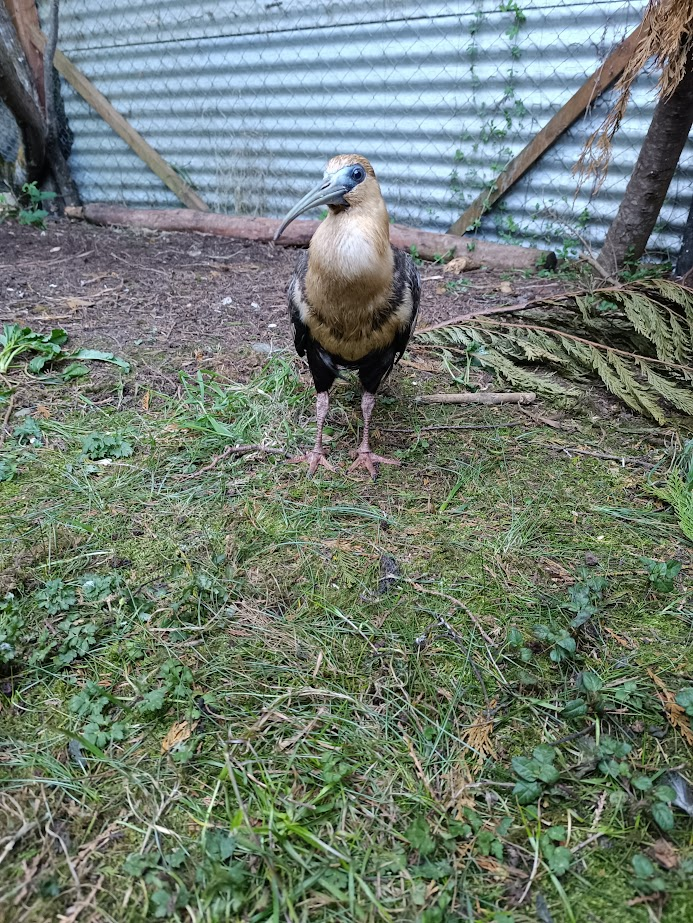
Bandurria residente de Chiloé Silvestre.

Más allá de la rehabilitación directa, Chiloé Silvestre es un soporte fundamental y parte activa del grupo de seguimiento del "Plan de Recuperación, Conservación y Gestión del Zorro Chilote o de Darwin" (Plan RECOGE). Este plan utiliza la metodología de "Estándares de Conservación" (Estándares Abiertos) de Conservation Measures Partnerships (CMP) y es un esfuerzo conjunto de la academia, organizaciones no gubernamentales e instituciones públicas. Entre los colaboradores se encuentran el Ministerio del Medio Ambiente, CONAF, SAG, empresas forestales, diversas universidades y otras ONGs como Fundación Nahuelbuta, Buin Zoo, CECPAN y The Nature Conservancy (TNC). Javier Cabello, representante de Chiloé Silvestre, ha participado en estudios científicos de modelado de nicho ecológico y epidemiológicos del zorro de Darwin, examinando su exposición a patógenos como Toxoplasma gondii y Leptospira, aunque no a Coxiella burnetii. La organización también ha sido clave en el "Plan de Conservación para las Aves Playeras Migratorias en Chiloé", que también se basa en la metodología de "Estándares de Conservación" e incluyó talleres con científicos, representantes gubernamentales, ONGs y actores locales, lo que demuestra un enfoque interinstitucional y comunitario para la conservación. Las actividades de Chiloé Silvestre se sustentan con financiamiento propio y subvenciones de fondos nacionales como FONDECYT y ANID/BASAL.

## Investigación
La labor de investigación de Chiloé Silvestre se extiende a estudios de relevancia científica sobre especies amenazadas y sus amenazas. Por ejemplo, Javier Cabello, afiliado a Chiloé Silvestre, ha participado en investigaciones sobre el modelado de nicho ecológico del zorro de Darwin (Lycalopex fulvipes), una de las especies de cánidos más amenazadas a nivel global. Además, la organización ha sido crucial en estudios moleculares y filogenéticos de herpesvirus en cérvidos chilenos en libertad, como el pudú y el huemul, que revelaron la circulación de nuevos virus como el gammaherpesvirus-1 del pudú y el ovino gammaherpesvirus-2, y que fueron financiados en parte por Chiloé Silvestre. También han apoyado investigaciones sobre la presencia de bacterias como Bartonella sp., Coxiella burnetii y hemoplasmas en pudúes, incluyendo el primer reporte de Bartonella henselae en un ungulado silvestre. Asimismo, han contribuido al descubrimiento de un nuevo ecotipo de Anaplasma phagocytophilum en pudúes y garrapatas asociadas, y han participado en seroprevalencias de patógenos en el zorro de Darwin, identificando una alta exposición a Toxoplasma gondii y Leptospira patogénica. La organización facilita la recopilación de muestras de animales rescatados para estos estudios.
La investigación de Chiloé Silvestre también informa y se integra en planes de conservación a mayor escala. La organización ha brindado un soporte significativo en la elaboración de contenidos y la coordinación del Plan de Recuperación, Conservación y Gestión del zorro chilote o de Darwin para las regiones de Biobío, La Araucanía, Los Ríos y Los Lagos. Este plan busca reducir las amenazas a la especie y su hábitat y promover la restauración de ecosistemas. Adicionalmente, Chiloé Silvestre participa en programas de investigación y monitoreo a largo plazo de aves migratorias en los humedales de Chiloé, contribuyendo a llenar vacíos de información esenciales para decisiones de conservación más eficientes. La participación en talleres y mesas de trabajo público-privadas subraya su rol activo en la aplicación del conocimiento científico para la conservación.

## Educación Ambiental

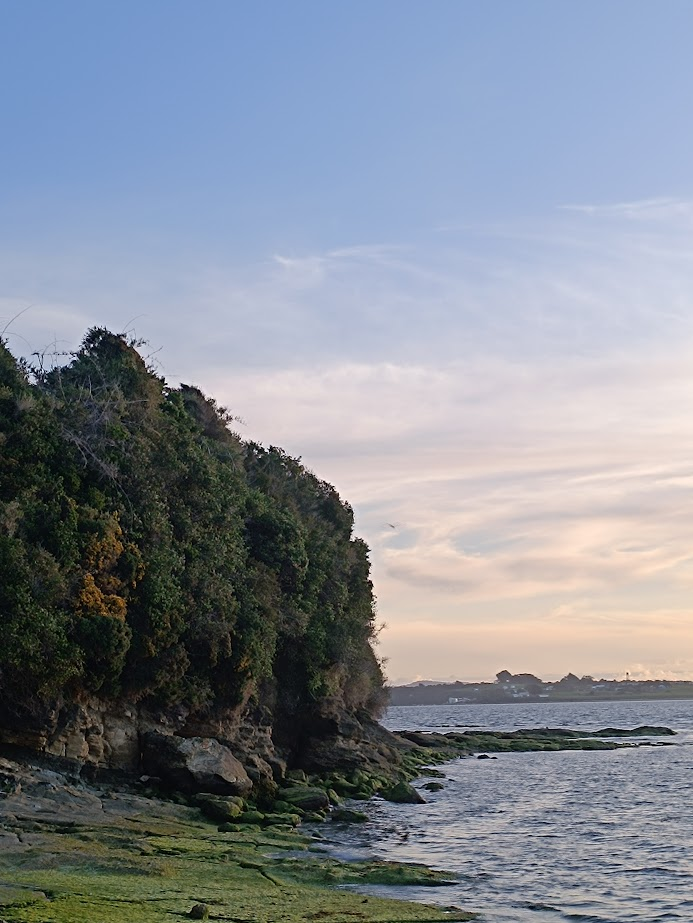
Vista de Reserva Marina Pullinque.

Chiloé Silvestre lleva a cabo su programa de educación ambiental en su centro ubicado en la Reserva Marina Pullinque, donde los participantes pueden aprender sobre la fauna silvestre de Chiloé y sus problemas de conservación, en conjunto con la Reserva Marina Pullinque. Esta iniciativa es una de las misiones fundamentales de la organización comunitaria desde sus inicios, lo que complementa sus labores de rehabilitación de fauna silvestre e investigación. El objetivo es brindar conocimientos sobre las especies locales y los desafíos que enfrentan en su entorno natural.
La ejecución de los programas de educación ambiental en Chiloé Silvestre es posible gracias a la contribución de cientos de voluntarios de Chile y de todo el mundo. La organización es un actor relevante en planes de conservación, como el "Plan de Conservación para las Aves Playeras Migratorias en Chiloé", cuyas estrategias incluyen un programa de difusión y educación ambiental para la comunidad en general y las escuelas. También está involucrada en el "Plan de Recuperación, Conservación y Gestión del zorro chilote o de Darwin (Lycalopex fulvipes)", para el cual diseña e implementa programas de educación y sensibilización que abordan temas como la tenencia responsable de mascotas y el impacto de especies no nativas. Además, promueve la creación de una red de escuelas que adoptan un humedal para la conservación de aves migratorias y genera documentos técnicos y científicos para diversas audiencias, destacando el valor global de las aves y los humedales para la biodiversidad.

## Voluntariados
La ONG se sostiene principalmente de la ayuda de voluntarios de distintas carreras profesionales y técnicas relacionadas con fauna silvestre o conservación. Incluso, ha recibido ayuda de personas que apoyan en labores de construcción, reparación, mantención del centro, entre otras. Chiloé Silvestre ha elaborado programas de internado o práctica profesional, a nivel nacional e internacional, transformándose en pionera en centros de rehabilitación de fauna silvestre a nivel local, regional y nacional. La organización busca voluntarios y practicantes todos los años, abriendo inscripciones cada estación del año con anuncios en sus redes sociales. El centro busca distintos tipos de personas con variadas áreas de especialidad como médicos veterinarios, artistas, constructores, entre otros.
La ONG ofrece tres áreas para voluntariados y prácticas que consisten en investigación, rehabilitación de fauna silvestre y educación ambiental. En el ámbito de investigación, dependerá de las actividades realizadas por la organización en el momento, si hay una investigación en curso los voluntarios participan en investigaciones de terreno y son receptores de información de diversas investigaciones de la ONG. En el ámbito de rehabilitación de fauna silvestre, buscan principalmente médicos y técnicos veterinarios, que realicen tareas rutinarias que ayuden a los animales que habitan el recinto, lo que incluye darles alimento, ayudar en su enriquecimiento ambiental y distintas tareas para asegurar su cuidado. En el ámbito de educación ambiental, se propicia la participación de jornadas educativas, como ferias, charlas y talleres, pero se centra en realizar guías a los visitantes del recinto.